# Балласт (путевое хозяйство)

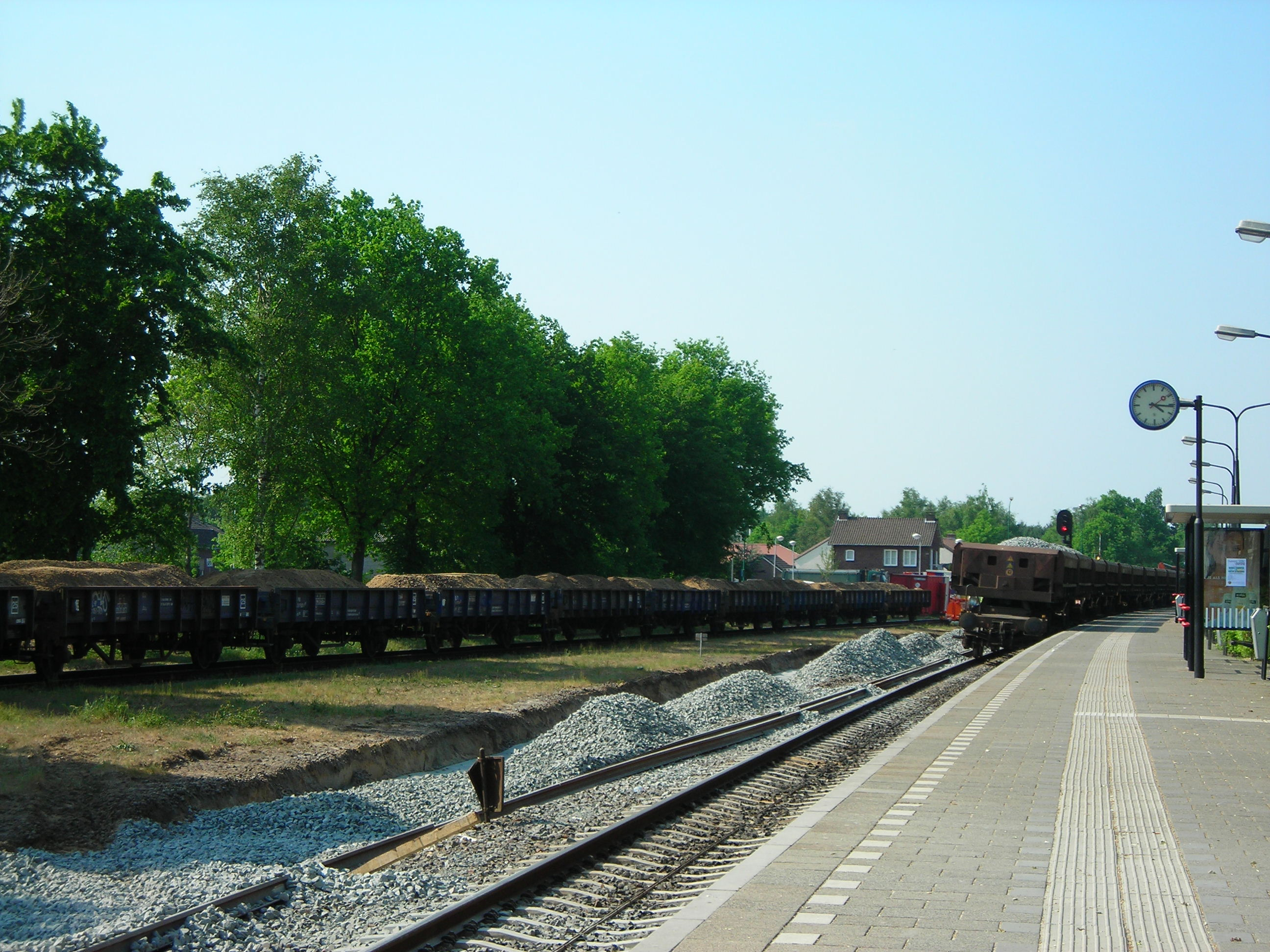
Отсыпка нового балластного слоя

Балласт (голл. ballast) — минеральный сыпучий материал для верхней части строения пути (балластной призмы) в железнодорожном путевом хозяйстве.

## Общее описание
Балласт заполняет пространство между нижней постелью шпал или других рельсовых опор и основной площадкой земляного полотна, а также за торцами шпал, в шпальных ящиках. На железных дорогах общего пользования с грунтовым земляным полотном (более 99 % протяжения пути) верхнее строение пути с балластным слоем является единственной конструкцией, применяемой как по техническим, так и экономическим показателям. Балласт — один из важнейших элементов верхнего строения железнодорожного пути. Он обеспечивает вертикальную и горизонтальную устойчивость пути под воздействием поездных нагрузок и изменяющихся температур. От конструкции и качества балластного слоя зависят общее состояние железнодорожного пути, уровень допускаемых скоростей движения поездов, сроки службы всех элементов верхнего строения пути (рельсов, скреплений, шпал), затраты на текущее содержание пути и вся система его ремонтов.

## Требования
Балластный слой должен:
- воспринимать давление от шпал (брусьев на стрелочных переводах) и распределять его практически равномерно на возможно большую площадь земляного полотна
- обеспечивать стабильное проектное положение рельсошпальной решётки в процессе эксплуатации;
- обеспечивать возможность выправки пути в профиле и плане за счёт балластного слоя (подбивкой, рихтовкой) для компенсации неизбежных остаточных деформаций;
- быстро отводить воду из балластной призмы и с основной площадки земляного полотна, препятствовать переувлажнению и пересыханию верхнего слоя грунта земляного полотна, потере им несущей способности (весной) и пучению (зимой);
- участвовать в формировании оптимальной упругости подрельсного основания, особенно при железобетонных шпалах;
- иметь низкую электропроводность, обеспечивающую нормальную работу рельсовых цепей автоблокировки вне зависимости от погодных условий.

## Балластные материалы
К балластным материалам предъявляются различные, порой противоречивые требования:
- быть твёрдым и прочным (износостойкость) и одновременно упругим (амортизационная способность);
- быть достаточно крупным (стабильность положения рельсошпальной решётки) и одновременно мелким (ровная опорная поверхность под шпалами);
- иметь зёрна формы, близкой к кубической (улучшается износостойкость зёрен и распределяющая способность призмы, но одновременно снижается её общая несущая способность: призма «расползается» под нагрузкой);
- содержать зёрна вытянутой формы (лещадные или игловатые), прошивающие и расклинивающие балластный слой (повышается устойчивость призмы), но одновременно имеющие повышенную ломкость под нагрузкой (растут осадки).

К балластным материалам относятся:
- щебень, получаемый при дроблении горных пород;
- отходы асбестового производства, представляющие собой мелкие фракции раздробленных пород с небольшим содержанием свободных волокон несортового хризотил-асбеста;
- галечно-гравийно-песчаная смесь, образующаяся в результате естественного разрушения горных пород;
- крупно- или среднезернистый песок.

На щебёночный и асбестовый балласт укладываются главные пути, стрелочные горловины и отдельные стрелочные переводы, приёмо-отправочные пути, по которым предусмотрен безостановочный пропуск поездов, пути на горбах горок и горочные стрелочные переводы, а также некоторые деповские пути. Щебёночный балласт при эксплуатации засоряется и требует периодической очистки. Асбестовый балласт хорошо стабилизируется при движении поездов, сохраняя форму балластной призмы. При смачивании дождём на поверхности этого балласта образуется корочка, препятствующая проникновению засорителей и способствующая стеканию воды. В настоящее время этот вид балласта повсеместно выходит из применения и удаляется (с последующей утилизацией) при производстве капитального ремонта. Это связано с экологическими нормами, так как асбест является вредным веществом. Гравийный и песчано-гравийный балласт используется на малодеятельных участках (грузонапряжённость до 25 млн тонно-километров в год). В качестве балласта иногда применяют различные местные материалы, например ракушечник или металлургический шлак (главным образом на подъездных путях заводов).

## Механизация работ
При проведении путевых работ по строительству, ремонту и текущему содержанию железнодорожного пути применяются следующие путевые машины:
- Щебнеочистительная машина — для очистки балласта
- Электробалластёр — для дозирования балласта
- Тракторный дозировщик — для дозирования балласта, планировки балластной призмы, а также для вырезки балластного слоя
- Шпалоподбивочная машина — для подачи балласта под шпалы и его уплотнения
- Выправочно-подбивочно-рихтовочная машина и Выправочно-подбивочно-отделочная машина — для уплотнения (подбивки) балласта
- Балластоуплотнительная машина — для уплотнения балласта
- Балластораспределительная машина — перераспределяет балласт, засыпает пустоты, образующиеся при перемещении балласта, а также удаляет лишний балласт с рельсо-шпальной решётки